# Lettowianthus stellatus
Lettowianthus stellatus Diels – gatunek rośliny z monotypowego rodzaju Lettowianthus w obrębie rodziny flaszowcowatych (Annonaceae Juss.). Występuje naturalnie we wschodniej Afryce – w Kenii oraz Tanzanii. 

## Morfologia
PokrójZimozielone drzewo dorastające do 10–15 m wysokości. Młode pędy są owłosione.
LiścieNaprzemianległe. Mają kształt od odwrotnie jajowatego do eliptycznie odwrotnie jajowatego. Mierzą 3–17 cm długości oraz 1,5–8 cm szerokości. Nasada liścia jest zaokrąlona. Blaszka liściowa jest całobrzega o spiczastym wierzchołku. Ogonek liściowy jest lekko owłosiony i dorasta do 3–8 mm długości.
KwiatyPromieniste, obupłciowe, pojedyncze, rozwijają się w kątach pędów. Wydzielają zapach. Mają 3 wolne działki kielicha o kształcie od eliptycznego do owalnego i dorastających do 8–9 mm długości. Płatków jest 6, ułożonych w dwóch okółkach, nakładają się na siebie, są wolne, prawie takie same, mają podłużnie lancetowaty kształt i zieloną lub żółtą barwę, osiągają do 2–4 cm długości. Kwiaty mają owocolistki o odwrotnie jajowatym kształcie i długości 11–20 mm.
OwocePojedyncze mają kulisty kształt, zebrane w owoc zbiorowy. Są pękające, osadzone na szypułkach. Osiągają 12–18 mm średnicy.

## Biologia i ekologia
Rośnie w lasach, na terenach nizinnych.